# Пидоренко Ігор Вікторович
Ігор Вікторович Пидоренко (рос. Игорь Викторович Пидоренко, 17 червня 1953, Ставрополь — 21 лютого 2023) — радянський та російський письменник-фантаст, а також автор авантюрно-пригодницьких творів.

## Біографія
Ігор Пидоренко народився у Ставрополі. Після закінчення середньої школи працював робітником на взуттєвій фабриці, після чого служив у армії. Після повернення з армії закінчив факультет іспанської мови П'ятигорського інституту іноземних мов, після чого кілька років працював перекладачем на підприємствах Ставрополя, а пізніше протягом двох років працював військовим перекладачем у Анголі. Після повернення з Африки Ігор Пидоренко працював редактором художньої літератури у ставропольському книжковому видавництві, а пізніше у видавництві «Кавказский край». У цей же час Пидоренко стає активним учасником всесоюзних семінарів молодих письменників-фантастів, які відбувалися в Малєєвці, а також став активним членом Всесоюзного творчого об'єднання молодих письменників-фантастів. З 1994 до 2004 року Ігор Пидоренко працював кореспондентом відділу інформації газети «Ставропольская правда», а з 2004 року працює відповідальним редактором альманаху «Литературное Ставрополье».
21 лютого 2023 Ігор Пидоренко помер у Ставрополі.

## Літературна творчість
Ігор Пидоренко розпочав свою літературну діяльність у 1980 році, коли його перше оповідання «Усі речі світу» надрукували у крайовій комсомольській газеті «Молодой ленинец», а пізніше це оповідання зайняло перше місце на крайовому літературному конкурсі. У 1988 році вийшло друком одне з найвідоміших оповідань письменника «Мухобій», у якому розповідається про те, як випадково радянський чиновник отримав у подарунок незвичайний набір для боротьби з мухами, до якого входили мініатюрний літак, а також адаптер, який дозволяв людині залізти до цього літака, після чого вона могла на ньому підніматися в повітря та стріляти в мух справжньою бойовою зброєю. Унаслідок використання цього літака навіть оточуючі помітили великі зміни в характері героя, який став більш сміливим та впевненим у своїх силах. Пізніше, у 1998 році, це оповідання перероблене в роман «Небо над стелею», який письменник опублікував під псевдонімом Ігор Берег. У 1988 році вийшла перша повість автора «Хвороба». у 1988 році розпочалась також публікація повісті в оповіданнях «Сейвер», у якій розповідається про групу осіб, які мають здатність рятувати людей шляхом втілення їх свідомості в тіло особи, яку вони мають врятувати, а пізніше за допомогою свого досвіду рятувальника створювати умови для порятунку клієнта. Сюжетно з цим циклом оповідань пов'язаний і роман «Врятувати зобов'язаний», який вийшов друком у 2003 році. У 1988 році Ігор Пидоренко розпочав публікувати також серію повістей «Чужі діти» (інша назва «Про зайців») про появу на Землі дітей представників іншопланетної цивілізації, схожих на земних зайців, які виявляються небезпечними космічними агресорами. У 2005 році вийшов друком роман «Підземелля зла», у якому описуються пригоди російських спецназівців, які мають паранормальні здібності. Пізніше Ігор Пидоренко переключився на написання пригодницьких творів про російських спецназівців. Ці твори складають так звану «Пенталогію», до якої входять романи «Наказ є наказ», «Накази не обговорюються», «Без наказу», «Наказ: дійти до Амазонки», «Останній наказ». Ці твори письменник за домовленістю з видавництвом видав під псевдонімом Ігор Берег для розрізнення фантастичної і нефантастичної творчості автора. У цих романах письменник оспівує часто незаконні та злочинні операції російських спецназівців, які вони проводять у сусідніх країнах, свідками яких він був сам, виїзджаючи у відрядження у сусідні країни під час своєї журналістської роботи. у 2018 році письменник також виступив укладачем меморіальної збірки «Всесвіти Василя Звягінцева», присвячені пам'яті російського письменника-фантаста Василя Звягінцева.

### Романи
- 1998 — Небо над потолком
- 2003 — Спасти обязан
- 2005 — Подземелье зла
- 2006 — Приказ есть приказ
- 2007 — Приказы не обсуждаются
- 2010 — Без приказа
- 2012 — Приказ: дойти до Амазонки
- 2015 — Последний приказ

### Повісті
- 1988 — Болезнь
- 1988—1993 — Сейвер: Повесть в четырех рассказах
- 1988 — Ничьи дети
- 1988 — Чужие дети
- 1989 — Про зайцев
- 1990 — Про зайцев-2
- 1993 — Про зайцев-3
- 2000 — Степные волки

### Збірки
- 1989 — Мухобой
- 1991 — Две недели зимних четвергов
- 1993 — Все вещи мира

### Оповідання
- 1980 — Все вещи мира
- 1981 — Заговоренные лапти
- 1985 — Вопрос каскадера
- 1986 — Конек-горбунок
- 1987 — Побег вдвоем
- 1987 — Украсть у времени…
- 1987 — Город без писателей
- 1988 — Камешки в огород
- 1988 — Мухобой
- 1988 — Две недели зимних четвергов
- 1989 — Пять ведер речной воды
- 1989 — Заставить вспомнить и научить ненавидеть
- 1990 — Рассказ для Инки
- 1991 — Рассказ для Сергея
- 1991 — Ин витро
- 1992 — Приключения в деревне Николенки
- 1993 — Право гостя
- 1993 — Смертельное убийство трупа
- 2009 — Две лягушки